# سوزان لينداور
سوزان لينداور (بالإنجليزية: Susan Lindauer)‏  (من مواليد 17 يوليو 1963) هي ضابطة إتصال لدى وكالة المخابرات الأمريكية سي آي أي سابقاً وصحفية وكاتبة وناشطة أميركية مناهضة ضد الحرب. اعتقلت في عام 2004 ووجهت إليها تهمة «العمل كعميل غير مسجل مع حكومة أجنبية» بعد إتهامها بالتجسس لصالح المخابرات العراقية والانخراط في معاملات مالية محظورة في الفترة التي سبقت غزو العراق عام 2003، أُودعت السجن عام 2005 وتم الإفراج عنها بعد أن قرر قاضٍ في جلستين منفصلتين بأنها (حسب الروايات الأمريكية) غير صالحة عقليا للمثول في محاكمة لتسقط الحكومة ملاحقتها في جميع التهم عام 2009.
تعتبر سوزان لينداور المواطنة الأمريكية الثانية التي حوكمت بموجب قانون باتريوت آكت بالولايات المتحدة، إذ احتجزت بموجب هذا القانون مدة خمس سنوات دون توجيه أية تهمة لها أو محاكمة.

## السيرة الذاتية
سوزان لينداور هي ابنة جون هوارد لينداور الثاني ، الناشر الصحفي والمرشح الجمهوري السابق لحكم ولاية ألاسكا. والدتها هي جاكي لينداور من مواليد عام 1932 والتي توفيت بمرض السرطان في عام 1992.
في عام 1995، تزوج والدها من دوروثي أوريموس محامية في شيكاغو والتي تمتلك مع أعضاء أخرين من عائلتها أكبر شركة للإسمنت في الغرب الأوسط
سوزان لينداور أيضا هي ابنة عم أندرو كارد، رئيس موظفي البيت الأبيض خلال الولاية الرئاسية للرئيس جورج دبليو بوش، حيث تقول إنها حاولت مراراً وتكراراً منع التهديد بشن هجمات على مركز التجارة العالمي عبر اختطاف طائرات في أغسطس 2001
| سوزان لينداور | "حاولت أن أحذر عدة مرات من التهديدات التي يتعرض لها مركز التجارة العالمي من خلال اختطاف طائرة في أغسطس 2001 | سوزان لينداور |

## حياتها التعليمية والمهنية
درست لينداور في مدرسة إست أنكوراج الثانوية في أنكوريج (ألاسكا)، حيث كانت ممثلة في المسرحيات المدرسية وكرمت طالبة بمرتبة الشرف لتحقيقها درجات عالية، ثم تخرجت من كلية سميث عام 1985، والتحقت بكلية لندن للاقتصاد  حيث حصلت على درجة الماجستير في السياسة العامة.
في عام 1987 وظفت سوزان كمراسلة مؤقتة في سياتل بوست إنتليجنسر، ثم كاتبة افتتاحية في دي إيفيريت هيرالد بإيفرت، واشنطن حتى عام 1989. ثم مراسلة وباحثة في صحيفة يو إس نيوز أند ورلد ريبورت بين عامي 1990 و1991 
عملت سوزان كممثلة لعضو الحزب الديمقراطي بيتر دوفازيو، في ولاية أوريغون (سنة 1993) ثم ممثلة كذلك لعضو الحزب الديمقراطي رون وايدن، بولاية أوريغون (سنة 1994) قبل أن تنضم إلى مكتب مجلس الشيوخ الأمريكي برئاسة السناتور كارول موسلي براون، في ولاية إلينوى، حيث عملت بمثابة سكرتيرة صحفية وكاتبة خطابات. في عام 2003 كانت تعمل كممثلة لعضوة الحزب الديمقراطي زوي لوفغرين، في ولاية كاليفورنيا.

## الاعتقال والسجن والإفراج
في محور دفاعها إدعت سوزان لينداور أنها ضابطة إتصال لدى الإستخبارات الأمريكية سي أي إي كلفت بإجراء مفاوضات سلام في نيويورك مع ممثلي بعض الدول الإسلامية (بما في ذلك العراق، ليبيا، ماليزيا، واليمن).
ووفقا لتقارير ونصوص قدمتها لينداوير لصحيفة نيويورك تايمز عام 2004، شملت لقاءات مع ناشط السلام العراقي مثنى الحانوتي (أتهم في وقت لاحق هو الأخر بالتجسس)، تقول لينداور أن أجهزة الإستخبارات الأمريكية كانت على علم بهذه الاجتماعات التي كانت ترصدها وتمولها.
في عام 1994 ٱلتقى ريتشارد فيوز المشرف على لينداور، وقال إنه منعها من مكتبه بعد 11 سبتمبر 2001، عندما أصبحت أفكارها «خبيثة» و «محرضة على الفتنة». في حين أكدت لينداور في وقت لاحق أنها كانت عميلة نشيطة لصالح وكالة المخابرات المركزية خلال تلك الفترة. وأنها منذ بداية عام 2000، تركت عدة خطابات ورسائل متعددة على عتبة منزل رئيس الأركان أندرو كارد المدير السابق لمكتب الرئيس السابق جورج دبليو بوش بولاية فرجينيا الشمالية. حيث حثت في إحدى رسائلها الرئيس السابق جورج بوش للتوسط بعدم غزو العراق، مقترحة عليه أن يكون بمثابة جهة خفية في المفاوضات.

### الاعتقال
في 11 مارس 2004، ألقي القبض على سوزان لينداور في تاكوما بارك بولاية ماريلاند من قبل خمسة عملاء بمكتب التحقيقات الفيديرالي (إف بي أي). حيث اقتيدت إلى مكتبهم في بالتيمور. وفي 13 مارس 2004، تم إطلاق سراحها بكفالة لتتمكن من حضور توجيه التهم لها رسميا في الأسبوع التالي، وقد تم تعيين سانفورد تالكين من قبل محكمة نيويورك كمحام دفاع للينداور.
لكن لينداور صرحت خارج هذا المكتب لقناة دبليو بي أي إل تي ڤي بقولها: «أنا ناشطة ضد الحرب وأنا بريئة، فعلت الكثير لوقف الإرهاب في هذا البلد أكثر من أي شخص أخر، لقد فعلت أشياء جيدة لهذا البلد، عملت للحصول على مفتشيين للأسلحة في العراق عندما قال الجميع أن ذلك مستحيل».
| سوزان لينداور | "I'm an antiwar activist and I'm innocent. I did more to stop terrorism in this country than anybody else. I have done good things for this country. I worked to get weapons inspectors back to Iraq when everybody else said it was impossible | سوزان لينداور |

في وقت لاحق قالت سوزان لينداور أنها إتهمت بموجب بموجب قانون باتريوت آكت الأمريكي. وجهت لليندوار تُهمة «العمل كعميل غير مسجل مع حكومة أجنبية» وتضمنت لائحة الإتهامات المزعومة قبولها لمبلغ 10,000 دولار أمريكي من المخابرات العراقية عام 2002. ولقاؤها بعميل في مكتب التحقيقات الفيدرالي متنكر بزي وكيل ليبي، تحدثت معه عن «الحاجة إلى خطط وموارد خارجية لدعم فصائل المقاومة العاملة في العراق». لكن لينداور أكدت صحة رحلتها إلى بغداد، نافية قطعاً استلام أية مبالغ مالية من أية جهة. مببرة حضورها إلى ذلك الاجتماع لاهتمامها البالغ برفع دعوى جرائم حرب ضد حكومة بلادها الولايات المتحدة الأمريكية وحكومة المملكة المتحدة.
أصدرت عضوة الكونغرس زوي لوفغرين بيانا قالت فيه إنها «صُدمت» من الاعتقال، وأنه لم يكن لديها أية أدلة على أنشطة غير مشروعة تقوم بها لينداور، وأنها ستتعاون مع التحقيق. أما عميد كلية الحقوق بجامعة ميتشيغان روبرت بريشت، فقال أن الإتهامات الموجهة ضد لينداور «ضعيفة» وأنه كان يرجح أكثر أن تكون لينداور «داعية سلام مضللة».

### السجن
في عام 2005 تم سجن لينداور بكارسويل قاعدة القوات الجوية في فورت وورث، تكساس، من أجل تقييمها نفسيا (حسب الرويات الأمريكية). ثم تم نقلها بعد ذلك إلى إصلاحية مركز متروبوليتان بمانهاتن. وفي عام 2006، أطلق سراحها من السجن بكفالة بعد أن قضى القاضي اليهودي مايكل موكاسي بأن لينداور غير صالحة عقليا للمثول في محاكمة وأنها يجب أن تعالج بالأدوية المضادة للذهان للتمكن من محاكمتها. مضيفاً أن شدة مرضها العقلي، والذي وصفه بأنه «تاريخ الوهمية الطويل»، قد أضعف قضية جهة الإدعاء.
حيث كتب في قراره «لينداور... لا يمكن أن تعمل بنجاح كوكيل للحكومة العراقية دون أن تؤثر بطريقة ما على الناس العاديين.... ولا يوجد هناك ما يدل على أن لينداور في أي وقت مضى قد اقتربت من التأثير على أي شخص، أو يمكنها ذلك. ما تفيد به لائحة الاتهام هو محاولتها فقط التأثير على موظفين حكوميين لم تسميهم، ويظهر سجله....».
| سوزان لينداور | Lindauer ... could not act successfully as an agent of the Iraqi government without in some way influencing normal people .... There is no indication that Lindauer ever came close to influencing anyone, or could have. The indictment charges only what it describes as an unsuccessful attempt to influence an unnamed government official, and the record shows that even lay people recognize that she is seriously disturbed | سوزان لينداور |

لكن خلال سجنها رفضت لينداور كل العقاقير والأدوية المضادة لمرضها العقلي والذي زعمت وزارة العدل الأمريكية أن من شأنها جعل سوزان أكثر إدراكاً أثناء محاكمتها وبناء على طلب النيابة العامة فإن القاضي الذي يرأس الجلسة لا يسمح بإجبارها قسرا على العلاج.
خلال جلسة استماع في يونيو 2008 صرحت لينداور لصحفيين بأنها كانت عميلة في وكالة الإستخبارات المركزية سي أي إي، قائلة أنها «ركنت على الرف وكنت كبش فداء». في عام 2008، أكدت القاضية لوريتا بريسكا من محكمة مقاطعة الولايات المتحدة في نيويورك أن لينداور غير مؤهلة عقليا لمحاكمتها، على الرغم من إصرار لينداور على العكس من ذلك ودفاعها على أهليتها ووعييها الكامل. وحكمت القاضية بريسكا بأن اعتقاد لينداور إتصالها بمجتمع الإستخبارات هو دليل على جنونها
| سوزان لينداور | Preska ruled that Lindauer's belief in her connection to the intelligence community was evidence of her insanity | سوزان لينداور |

في 16 يناير 2009، قررت الحكومة الأمريكية عدم الإستمرار في الدعوى قائلة «أن محاكمة لينداور لن يكون في صالح العدالة.»

## مؤلفات ومطالب لاحقة
ألَّفت لينداور كتابا عن تجربتها الخاصة نشرته في الولايات المتحدة في نهاية عام 2010 مولت جزءً منه من حسابها الخاص، عنون باسم «تحيز متطرف: القصة المرعبة لقانون الباتريوت والتكتيم عن أحداث 9/11 والعراق» أكدت فيه لينداور أنها قد اشتغلت عدداً من السنوات مع وكالة المخابرات المركزية سي أي إي وشركة الإستخبارات العسكرية الأمريكية دي أي إي، حيث كانت بمثابة حلقة وصل في المفاوضات بين الحكومتين، ومع الوفود الدبلوماسية العربية لدى الأمم المتحدة في نيويورك حيث قامت بزيارات إلى البعثة الليبية في الأمم المتحدة منذ عام 1995 إلى غاية 2001.
في هذا الإطار، وكلت المخابرات المركزية سي أي إي سوزان مسؤولةً عن نقل رسائل حكومة بوش للمراسلين العراقيين من بينها رسالة مايو 2001:
كما فضحت فيه سوزان أحداث 11 من سبتمبر 2001 قائلة أنها من تدبّير أميركا والموساد ، مؤكدة المعرفة المسبقة لكل من وكالة المخابرات المركزية سي أي إي والحكومة الأمريكية بالتهديدات بشن هجمات على مركز التجارة العالمي عن طريق خطف طائرات. كما أعلنت في كتابها وفي عدة وسائل ومنابر وقنوات عربية وعالمية أن مركز التجارة العالمي لم يدمر بفعل اصطدام الطائرات كما صرح المعهد الوطني للمعايير والتكنولوجيا، بل تم تدميره باستخدام قنابل الثرميت التي تم نقلها بواسطة الشاحنات قبل أيام قليلة من الهجمات وهي المعلومات التي تفسر السقوط الحر للبرجين وإنصهار الحديد إلى غبار في موقع الحادث. وتعضد موقف الخبراء العالميين الطاعن أيضا في تقرير المعهد.
• The Terrifying Story of the Patriot Act and the Cover Ups of 9/11 and Iraq (ردمك 2954434732)